# Нэйтер, Свен
Свен Эрик Нэйтер (нидерл. Swen Eric Nater; родился 14 января 1950, Ден-Хелдер, Северная Голландия, Нидерланды) — американский профессиональный баскетболист. Двукратный чемпион Национальной ассоциации студенческого спорта (NCAA) в составе команды «УКЛА Брюинз» (1972—1973).

## Карьера игрока
Играл на позиции центрового. Учился в Колледже Сайпресса и Калифорнийском университете в Лос-Анджелесе, в 1973 году был выбран на драфте НБА под 16-м номером командой «Милуоки Бакс», однако играть за неё стал только с сезона 1976/1977 годов. Позже выступал за команды «Канзас-Сити Кингз», «Денвер Наггетс» и «Сан-Диего Клипперс». В 1980 году стал лидером регулярного чемпионата НБА по подборам. Два раза Нэйтер становился чемпионом Национальной ассоциации студенческого спорта (NCAA) (1972—1973). Всего в НБА провёл 8 сезонов. Всего за карьеру в НБА сыграл 489 игр, в которых набрал 5943 очка (в среднем 12,2 за игру), сделал 5297 подборов, 954 передачи, 258 перехватов и 226 блок-шотов.
Первые три сезона своей профессиональной карьеры Нэйтер провёл в АБА, выступая за команды «Вирджиния Сквайрз», «Сан-Антонио Спёрс» и «Нью-Йорк Нетс». Всего за карьеру в АБА он сыграл 233 игры, в которых набрал 3037 очков (в среднем 13,0 за игру), сделал 3043 подбора, 281 передачу, 106 перехватов и 201 блок-шот. Два раза принимал участие в матче всех звёзд АБА (1974—1975). Признавался новичком года АБА (1974). Включался в 1-ю сборную новичков АБА (1974). Два раза включался во 2-ю сборную всех звёзд АБА (1974—1975).

## Статистика

### Статистика в НБА
| Сезон                                                                                    | Команда            | Регулярный сезон | Регулярный сезон | Регулярный сезон | Регулярный сезон | Регулярный сезон | Регулярный сезон | Регулярный сезон | Регулярный сезон | Регулярный сезон | Регулярный сезон | Регулярный сезон | Серия плей-офф | Серия плей-офф | Серия плей-офф | Серия плей-офф | Серия плей-офф | Серия плей-офф | Серия плей-офф | Серия плей-офф | Серия плей-офф | Серия плей-офф | Серия плей-офф |
| Сезон                                                                                    | Команда            | GP               | GS               | MPG              | FG%              | 3P%              | FT%              | RPG              | APG              | SPG              | BPG              | PPG              | GP             | GS             | MPG            | FG%            | 3P%            | FT%            | RPG            | APG            | SPG            | BPG            | PPG            |
| ---------------------------------------------------------------------------------------- | ------------------ | ---------------- | ---------------- | ---------------- | ---------------- | ---------------- | ---------------- | ---------------- | ---------------- | ---------------- | ---------------- | ---------------- | -------------- | -------------- | -------------- | -------------- | -------------- | -------------- | -------------- | -------------- | -------------- | -------------- | -------------- |
| 1976/77                                                                                  | Милуоки            | 72               |                  | 27,2             | 52,8             |                  | 75,4             | 12,0             | 1,5              | 0,8              | 0,7              | 13,0             | Не участвовал  | Не участвовал  | Не участвовал  | Не участвовал  | Не участвовал  | Не участвовал  | Не участвовал  | Не участвовал  | Не участвовал  | Не участвовал  | Не участвовал  |
| 1977/78                                                                                  | Баффало            | 78               |                  | 35,6             | 50,4             |                  | 76,5             | 13,2             | 2,8              | 0,5              | 0,6              | 15,5             | Не участвовал  | Не участвовал  | Не участвовал  | Не участвовал  | Не участвовал  | Не участвовал  | Не участвовал  | Не участвовал  | Не участвовал  | Не участвовал  | Не участвовал  |
| 1978/79                                                                                  | Сан-Диего Клипперс | 79               |                  | 25,4             | 56,9             |                  | 80,0             | 8,9              | 1,8              | 0,5              | 0,4              | 10,7             | Не участвовал  | Не участвовал  | Не участвовал  | Не участвовал  | Не участвовал  | Не участвовал  | Не участвовал  | Не участвовал  | Не участвовал  | Не участвовал  | Не участвовал  |
| 1979/80                                                                                  | Сан-Диего Клипперс | 81               |                  | 35,3             | 55,4             | 0,0              | 71,8             | 15,0             | 2,9              | 0,6              | 0,5              | 13,4             | Не участвовал  | Не участвовал  | Не участвовал  | Не участвовал  | Не участвовал  | Не участвовал  | Не участвовал  | Не участвовал  | Не участвовал  | Не участвовал  | Не участвовал  |
| 1980/81                                                                                  | Сан-Диего Клипперс | 82               |                  | 34,3             | 55,3             | -                | 79,5             | 12,4             | 2,4              | 0,6              | 0,6              | 15,6             | Не участвовал  | Не участвовал  | Не участвовал  | Не участвовал  | Не участвовал  | Не участвовал  | Не участвовал  | Не участвовал  | Не участвовал  | Не участвовал  | Не участвовал  |
| 1981/82                                                                                  | Сан-Диего Клипперс | 21               | 7                | 27,4             | 57,7             | 100,0            | 74,7             | 9,1              | 1,4              | 0,3              | 0,4              | 12,5             | Не участвовал  | Не участвовал  | Не участвовал  | Не участвовал  | Не участвовал  | Не участвовал  | Не участвовал  | Не участвовал  | Не участвовал  | Не участвовал  | Не участвовал  |
| 1982/83                                                                                  | Сан-Диего Клипперс | 7                | 0                | 7,3              | 30,0             | -                | 100,0            | 1,9              | 0,1              | 0,1              | 0,0              | 2,3              | Не участвовал  | Не участвовал  | Не участвовал  | Не участвовал  | Не участвовал  | Не участвовал  | Не участвовал  | Не участвовал  | Не участвовал  | Не участвовал  | Не участвовал  |
| 1983/84                                                                                  | Лейкерс            | 69               | 0                | 12,0             | 49,0             | 0,0              | 69,2             | 3,8              | 0,4              | 0,4              | 0,1              | 4,5              | 17             | 0              | 8,6            | 50,0           | -              | 76,9           | 2,4            | 0,1            | 0,1            | 0,1            | 3,4            |
|                                                                                          | Всего              | 489              | 7                | 28,4             | 53,7             | 25,0             | 76,0             | 10,8             | 2,0              | 0,5              | 0,5              | 12,2             | 17             | 0              | 8,6            | 50,0           | -              | 76,9           | 2,4            | 0,1            | 0,1            | 0,1            | 3,4            |
| Наведите курсор мыши на аббревиатуры в заголовке таблицы, чтобы прочесть их расшифровку. |                    |                  |                  |                  |                  |                  |                  |                  |                  |                  |                  |                  |                |                |                |                |                |                |                |                |                |                |                |

### Статистика в NCAA
| Сезон | Команда | Conf  | Class | GP | GS | MPG | FG%  | 3P% | FT%  | RPG | APG | SPG | BPG | PPG |
| --- | ------- | ----- | ----- | -- | -- | --- | ---- | --- | ---- | --- | --- | --- | --- | --- |
| 1971/72 | УКЛА    | Pac-8 | JR    | 29 |    |     | 53,5 |     | 60,9 | 4,8 |     |     |     | 6,7 |
| 1972/73 | УКЛА    | Pac-8 | SR    | 29 |    |     | 45,9 |     | 65,2 | 3,3 |     |     |     | 3,2 |
| Всего | Всего   | Всего | Всего | 58 |    |     | 50,8 |     | 62,3 | 4,0 |     |     |     | 4,9 |
| Наведите курсор мыши на аббревиатуры в заголовке таблицы, чтобы прочесть их расшифровку Статистика приведена с сайта sports-reference.com |         |       |       |    |    |     |      |     |      |     |     |     |     |     |